# Horton (Lancashire)

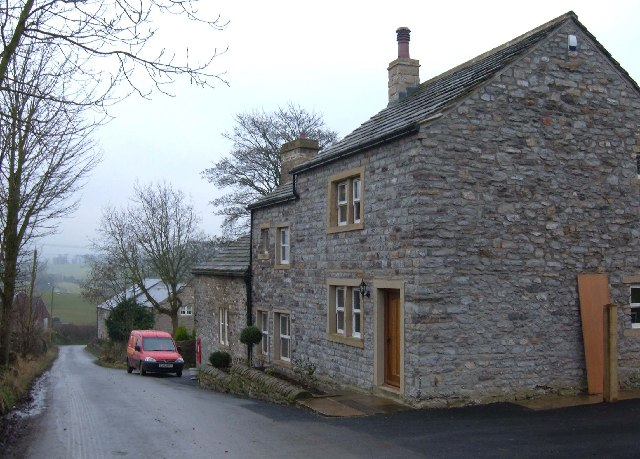
Cottages in Horton

Horton is een civil parish in het bestuurlijke gebied Ribble Valley, in het Engelse graafschap Lancashire. In 2001 telde het dorp 76 inwoners.